# NGC 5266
NGC 5266 (други обозначения – ESO 220 – 33, AM 1339 – 475, IRAS13399-4755, PGC 48593) е елиптична или лещовидна галактика с полярен пръстен в съзвездието Кентавър. В галактиката има значително количество неутрален водород, намиращо се основно в полярния пръстен, който е тънък и съдържа също така и прах, поглъщащ светлината.
Обектът присъства в оригиналната редакция на „Нов общ каталог“.